# آلان برادلي (كاتب)
آلان برادلي (بالإنجليزية: Alan Bradley)‏ (10 أكتوبر 1938، تورونتو في كندا)؛ كاتِب مُتخصِّص في أدب الأطفال وروائي كندي. درس في جامعة رايرسون.

## روابط خارجية
- آلان برادلي على موقع IMDb (الإنجليزية)